# نایو مارش
اِدیت نایو مارش (انگلیسی: Edith Ngaio Marsh؛ زادهٔ ۲۳ آوریل ۱۸۹۵ – درگذشتهٔ ۱۸ فوریهٔ ۱۹۸۲)، بانوی نویسندهٔ آثار کارآگاهی و کارگردان تئاتر نیوزیلندی است. شهرت جهانی او بیش‌از همه به‌خاطر خلق شخصیت «رودریک آلین»، کارآگاه نجیب‌زاده‌ای است که در پلیس متروپولیتن (لندن) کار می‌کرد. او نشان والای امپراتوری بریتانیا (DBE) را در ۱۹۶۶ دریافت کرد.
از او به‌عنوان یکی از ملکه‌های داستان کارآگاهی، در کنار آگاتا کریستی، دوروتی ال. سایرز و مارجری الینگهام نام می‌برند.
اِدیت نایو مارش در شهر کرایست‌چرچ نیوزیلند به دنیا آمد و در همان‌جا درگذشت. سهل‌انگاری پدرش در ثبت رسمی تولد او تا سال ۱۹۰۰، باعث شده تردیدهایی دربارهٔ تاریخ دقیق تولد وی باقی بماند. او تنها فرزند رُز و کارمند بانک، هنری مارش بود. خواهر مادرش، روث، همسر زمین‌شناس و موزه‌دار، رابرت اسپایت بود. نایو در کالج سنت مارگارت تحصیل کرد و یکی از اولین گروه دانش‌آموزان این مدرسهٔ تازه‌تأسیس بود. او سپس به یادگیری نقاشی در دانشگاه کانتربوری مشغول شد.
وی هرگز ازدواج نکرد و فرزندی نداشت.